# Pastviny (vojenský újezd Hradiště, u Kadaně)
Pastviny (německy Weiden) jsou zaniklá vesnice ve vojenském újezdu Hradiště v okrese Karlovy Vary. Stávala v Doupovských horách 5,3 kilometru jihozápadně od Kadaně v nadmořské výšce okolo 500 metrů.

## Název
Název vesnice je odvozen z německého slova weiden, které znamená vrba nebo pastvina. V historických pramenech se objevuje ve tvarech: Weydn (1591), Weyden (1654), Weiden (1787) nebo Weyden a Waiden (1846).

## Historie
Vesnice zpočátku patřila k panství hradu Šumburk, ale když Bohuslav Felix Hasištejnský z Lobkovic nechal v roce 1572 sepsat urbář egerberské panství, byly uvedeny v něm. K Egerberku poté patřily až do roku 1623, kdy je jako pobělohorský konfiskát koupil Kryštof Šimon Thun a připojil ke kláštereckému panství. Po třicetileté válce ve vsi podle berní ruly z roku 1654 žilo sedm chalupníků, z nichž tři měli usedlosti vyhořelé. Ostatní domy byly v pořádku. Na polích se pěstovalo žito pro vlastní potřebu, ale hlavním zdrojem obživy býval chov dobytka a práce v lesích.
Počet domů mezi lety 1787 a 1846 vzrostl z třinácti na 22. Žilo v nich 139 lidí, ale ke vsi patřil ještě poplužní dvůr Tohnauhof, kde stálo dalších sedm domů, cihelna a vápenka. Ve druhé polovině devatenáctého století zdejší zemědělci pěstovali žito, brambory, pícniny, hrách a malé množství čočky. Polovinu pozemků ale obhospodařovával klášterecký velkostatek. Děti docházely do školy v Radnici. Roku 1846 byla vesnice uvedena jako součást úhošťanské farnosti, ale později byla převedena do farnosti radnické. V období 1914–1924 byla vesnice díky okolní krajině oblíbeným turistickým cílem.
Pastviny zanikly vysídlením v důsledku zřízení vojenského újezdu. Úředně byla vesnice zrušena k 15. červnu 1953. Část původního katastrálního území zůstala součástí okresu Chomutov a stojí v něm kadaňská část Brodce.

## Přírodní poměry
Pastiny stávaly v katastrálním území Žďár u Hradiště v okrese Karlovy Vary, asi 1,5 kilometru jižně od Brodců u Kadaně. Nacházely se v nadmořské výšce okolo 500 metrů. Oblast leží v severovýchodní části Doupovských hor, konkrétně v jejich okrsku Jehličenská hornatina. Půdní pokryv v širším okolí tvoří kambizem eutrofní. Podél jižního okraje zaniklé vesnice protéká drobný pravostranný přítok Donínského potoka.
V rámci Quittovy klasifikace podnebí se Pastviny nacházely v mírně teplé oblasti MT7, pro kterou jsou typické průměrné teploty −2 až −3 °C v lednu a 16–17 °C v červenci. Roční úhrn srážek dosahuje 650–750 milimetrů, počet letních dnů je 30–40, mrazových dnů 110–130 a sníh v ní leží 60–80 dnů v roce.

## Obyvatelstvo
Při sčítání lidu v roce 1921 zde žilo 65 obyvatel (z toho 33 mužů) německé národnosti a římskokatolického vyznání. Podle sčítání lidu z roku 1930 měla vesnice 68 obyvatel se stejnou národnostní a náboženskou strukturou.
|           | 1869 | 1880 | 1890 | 1900 | 1910 | 1921 | 1930 | 1950 |
| --------- | ---- | ---- | ---- | ---- | ---- | ---- | ---- | ---- |
| Obyvatelé | 82   | 88   | 82   | 74   | 65   | 65   | 68   | 38   |
| Domy      | 14   | 14   | 14   | 14   | 14   | 14   | 12   | 12   |

## Obecní správa
Po zrušení patrimoniální správy se Pastviny roku 1850 staly obcí, ale roku 1869 byly uvedeny jako osada Zvoníčkova. Při sčítání lidu v letech 1921 a 1930 byly Pastviny opět obcí, ke které patřily osady Donín a Brodce. Během druhé světové války byla vesnice přeřazena z okresu Kadaň do okresu Karlovy Vary a zpět se vrátila v roce 1946.